# 乌恰镇 (乌恰县)
乌恰镇，是中华人民共和国新疆维吾尔自治区克孜勒苏柯尔克孜自治州乌恰县下辖的一个乡镇级行政单位。

## 行政区划
乌恰镇下辖以下地区：
波鲁什社区、乌尔多社区、巴扎社区、巴格恰社区和团结社区。